# マクシミリアン・フィリップ
マクシミリアン・マルクス・フィリップ（Maximilian Marcus Philipp 、1994年3月1日 - ）は、ドイツ・ベルリン出身のプロサッカー選手。ブンデスリーガ・SCフライブルク所属。ポジションは、フォワード。

## 経歴
地元クラブのヘルタ・ベルリンでキャリアをスタート。2008年テニス・ボルシア・ベルリンに移籍。2012年SCフライブルクに移籍。2014年4月、VfBシュトゥットガルト戦でトップチームデビュー。2015年にチームは2部に降格したが、翌2015–16シーズンにはリーグ戦31試合に出場し8得点11アシストの活躍で1部昇格に貢献した。
2017年6月7日、ボルシア・ドルトムントに完全移籍で加入した。契約期間は2022年までの5年間。移籍金は約2000万ユーロと推定されており、フライブルクのクラブ史上最高額での移籍となった。
2017年9月18日、ブンデスリーガ第4節ケルン戦で前半2分、ヤルモレンコのクロスに頭で合わせ移籍後初得点。後半24分、ダフードのスルーパスに抜け出したフィリップが鮮やかなループシュートで今季2点目をマークした。
2019年8月9日、ロシア・プレミアリーグ、FCディナモ・モスクワに完全移籍した。
2020年10月2日、VfLヴォルフスブルクにレンタル移籍することが発表された。
2021年6月16日、VfLヴォルフスブルクに完全移籍し、2025年までの4年契約を結んだ。2023年1月30日、2022-23シーズン終了時までヴェルダー・ブレーメンへレンタル移籍することが決定した。
2023年8月21日、2023-24シーズンは古巣SCフライブルクへレンタル移籍することが決定した。

## タイトル

### クラブ
SCフライブルク
- 2. ブンデスリーガ : 1回 (2015-16)

### 代表
- UEFA U-21欧州選手権（2017年）

## 代表歴

### 出場大会
- U-21ドイツ代表
  - 2017年 - UEFA U-21欧州選手権（優勝）